# Ichneumon mendax
Ichneumon mendax är en stekelart som beskrevs av Cresson 1877. Ichneumon mendax ingår i släktet Ichneumon och familjen brokparasitsteklar. Inga underarter finns listade i Catalogue of Life.